# Anthony Pelissier
Harry Anthony Compton Pelissier (* 27. Juli 1912 in London-Barnet; † 2. April 1988 in Eastbourne, Vereinigtes Königreich) war ein britischer Theaterschauspieler, Drehbuchautor, Filmregisseur, Dokumentarfilmer und Fernsehproduzent.

## Leben und Wirken

### Bühne
Pelissier schnupperte als Sohn der zu seiner Geburt nicht einmal 18-jährigen Schauspielerin Fay Compton und des vielseitigen Bühnenschaffenden H. G. Pelissier (1874–1913) von klein auf Theaterluft und stand bereits als Teenager auf der Bühne. Bereits im Alter von einem Jahr wurde Anthony Halbwaise. Im Laufe der 1930er Jahre zeichneten sich mit Rollen in den Noël-Coward-Stücken Tonight at 8.30 (1935/36) und Set to Music (1939) erste Erfolge ab. In dieser Zeit gab er damit auch Gastspiele am Broadway in New York.

### Film und Fernsehen
1937 begann Pelissier auch als Autor (Filmdebüt Over the Moon) zu arbeiten, 1949 gab Pelissier sein Regiedebüt. Schon sein Filmerstling The History of Polly nach einer Romanvorlage von H. G. Wells war ein moderater Erfolg, ebenso wie seine nächste Inszenierung The Rocking Horse Winner nach einer Kurzgeschichte von D. H. Lawrence. Zwei Jahre später, 1951, war Pelissier mit einer Episode an der ambitionierten William-Somerset-Maugham-Verfilmung Dakapo beteiligt. Rasch begann jedoch Pelissiers Niedergang, nach 1953 konnte er keinen kommerziellen Erfolg mehr landen. 1955 wechselte er zum Fernsehen, zuletzt, in der zweiten Hälfte der 1960er Jahre, stellte Anthony Pelissier nur noch Dokumentarfilme her. Zeitweilig stand er auch an der Spitze der Experimentalfilm-Abteilung der BBC.

## Privates
Pelissier war insgesamt viermal verheiratet, seine letzten beiden Lebensjahrzehnte war die Schauspielerin Ursula Howells seine Gattin. Aus seiner ersten Ehe mit der Kollegin Penelope Dudley-Ward entstammte die Schauspielerin Tracy Reed, die den Nachnamen ihres Adoptivvaters, des berühmten Filmregisseurs Carol Reed, annahm. Pelissier hatte insgesamt vier Kinder.

## Filmografie
- 1937: Over the Moon (Drehbuch) (UA: 1939)
- 1945: Perfect Strangers (Drehbuch)
- 1949: The History of Mr. Polly (Drehbuch, Regie)
- 1949: The Rocking Horse Winner (Drehbuch, Regie)
- 1951: Nacht ohne Sterne (Night Without Stars) (Regie)
- 1951: Dakapo (Encore)
- 1952: Meet Me Tonight (Regie)
- 1953: Gefahr für Barbara (Personal Affair) (Regie)
- 1953: Meet Mr. Lucifer
- 1955: The Man Who Stroked Chats (TV-Kurzfilm, Regie, Drehbuch, Produktion)
- 1956: Tiger im Nebel (Tiger in the Smoke) (Drehbuch)
- 1956: The Valiant (TV-Kurzfilm, Drehbuch, Produktion)
- 1959: The Torrents of Spring (Fernsehfilm, Drehbuch, Produktion)
- 1959: Marie (Fernsehfilm, Produktion)
- 1960: Good as Gold (Kurzfilm, Produktion)
- 1965: Voyage North (Kurzdokumentarfilm, Regie)
- 1968: The Risk Takers (Kurzdokumentarfilm, Regie)
- 1970: Portrait of a People: Impressions of Britain (Kurzdokumentarfilm, Regie)